# بي. بي. ليس
بي. بي. ليس (بالإنجليزية: B. B. Lees)‏ هو مدير فني أمريكي، ولد في 1931.